# كلوفرلاند (مقاطعة دوغلاس)
كلوفرلاند، مقاطعة دوغلاس (بالإنجليزية: Cloverland, Douglas County, Wisconsin)‏ هي بلدة تقع بولاية ويسكونسن في الولايات المتحدة. تبلغ مساحتها 119.6 (كم²)، وترتفع عن سطح البحر 231 م، بلغ عدد سكانها 247 نسمة في عام 2000 حسب إحصاء مكتب تعداد الولايات المتحدة وتصل الكثافة السكانية فيها 2.1 نسمة/كم2.

## وصلات خارجية
- The US50 - Cities and Towns in Wisconsin State
- Wisconsin Cities and Towns, Facts, Map, Flag, Colleges, Government, and More